# Mazar-e-Qaid

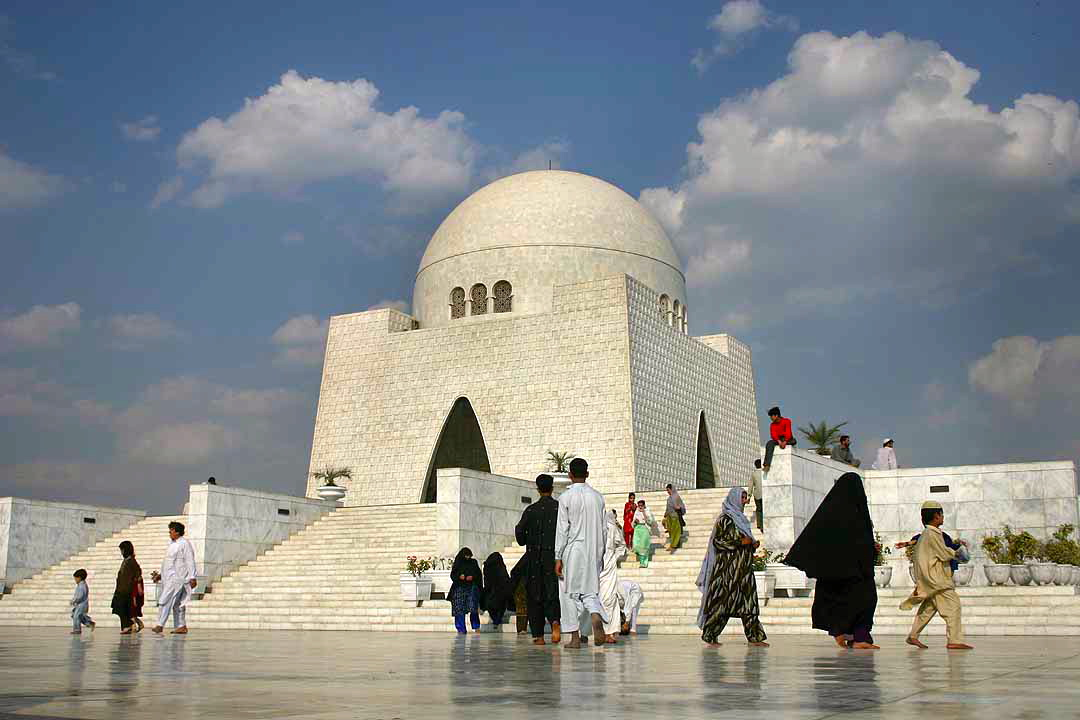
Mazar-e-Qaid, en Karachi

Mazar-e-Qaid (en urdu: مزار قائد‎), Mausoleo Jinnah o Mausoleo Nacional es la tumba (Mazar) del fundador de Pakistán, Muhammad Ali Jinnah, situada en Karachi, Pakistán. Es uno de los monumentos más importantes de Karachi. El mausoleo fue construido en la década de 1960 y se sitúa en el centro de la ciudad. 
La ubicación del mausoleo está usualmente tranquila, lo que es significativo debido a que está en el centro de una de las mayores megalópolis del mundo. Por la noche, se puede ver a kilómetros de distancia. Aparte de Jinnah, también están enterrados aquí Fatima Jinnah, su hermana, y Liaquat Ali Khan, primer primer ministro de Pakistán. En ocasiones especiales, tienen lugar aquí ceremonias oficiales y militares, como el 23 de marzo (Día de Pakistán), el 14 de agosto (Día de la Independencia), el 11 de septiembre (Aniversario de la Muerte de Jinnah) y el 25 de diciembre (Cumpleaños de Jinnah). Durante las visitas oficiales, los gobernantes de países extranjeros visitan el mausoleo.

## Galería de imágenes

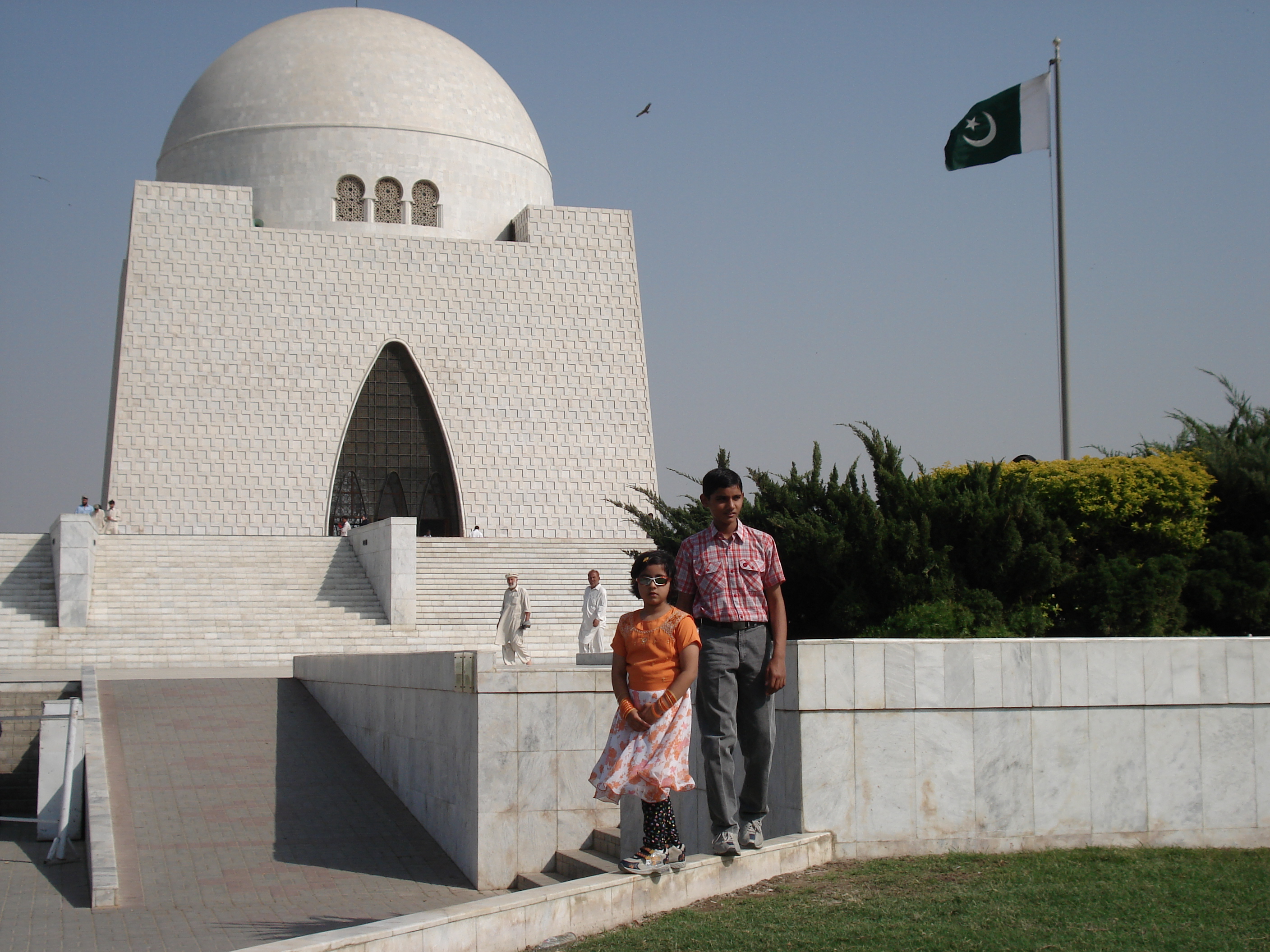
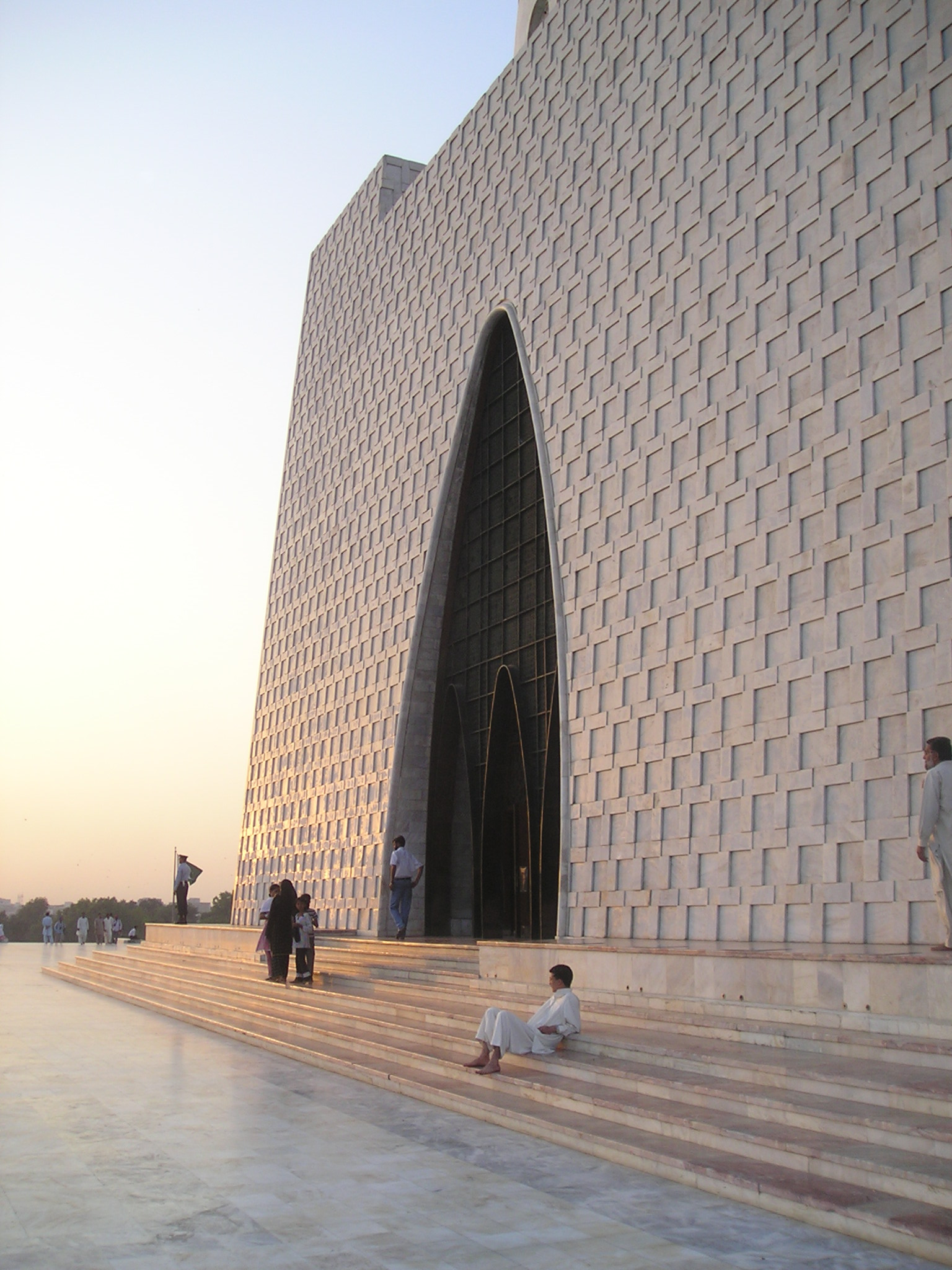
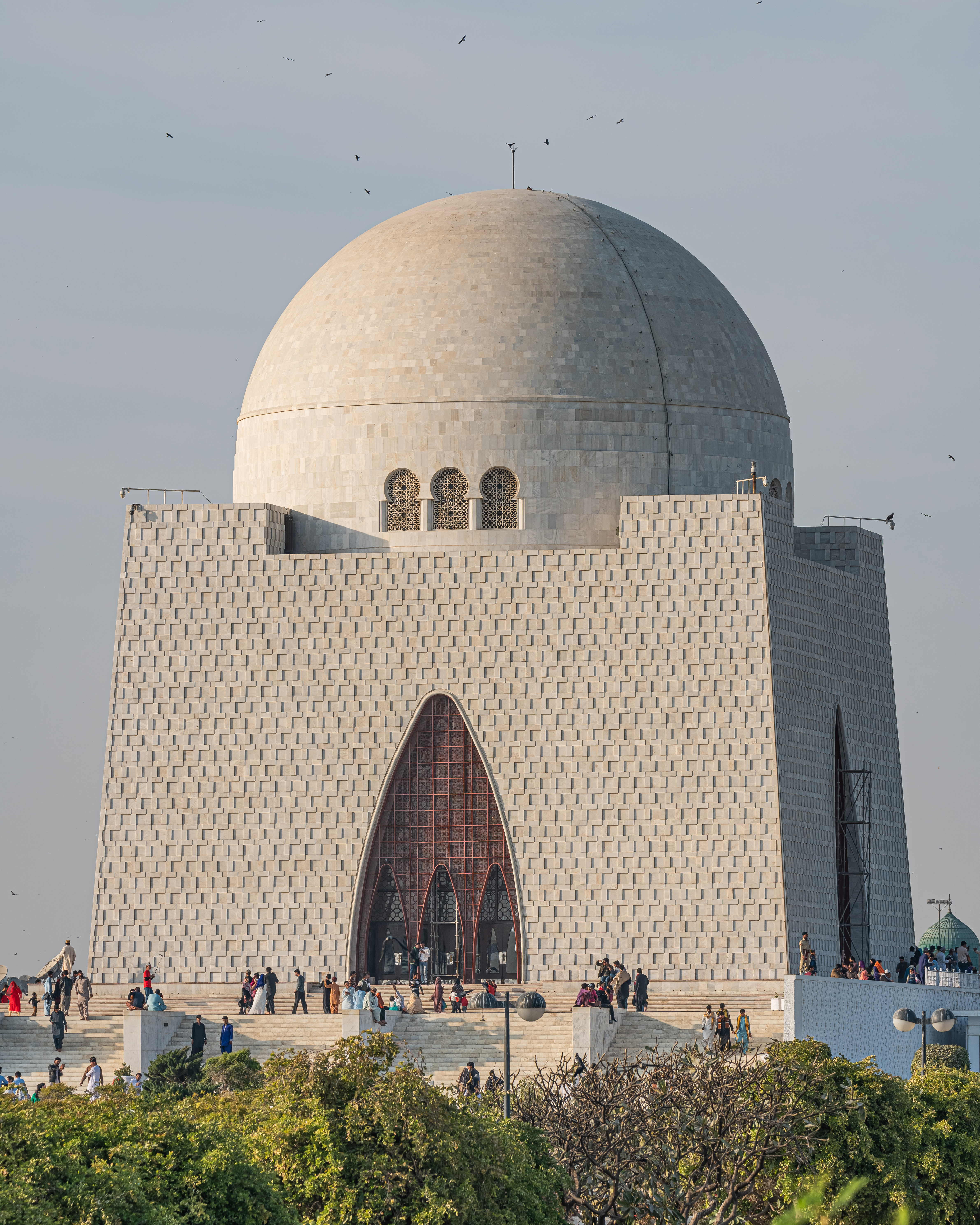

## Arquitectura
El mausoleo fue diseñado por el arquitecto Yahya Merchant, de Bombay. Está hecho de mármol blanco con arcos curvos árabes y rejas de cobre, situado en una plataforma elevada de 54 metros. El mausoleo se sitúa en un parque de 53 hectáreas y tiene una planta cuadrada de 75x75 m y 43 m de altura, construido sobre una plataforma de cuatro metros. En cada lado hay una entrada. Quince fuentes sucesivas conducen a la plataforma desde un lado y en todos los lados hay avenidas escalonadas que conducen hasta las puertas. Dentro del santuario hay un candelabro de cristal verde regalado por el pueblo chino. Alrededor del mausoleo hay un parque que tiene fuertes focos de luz que por la noche iluminan el mausoleo blanco. En el interior del complejo, hay tres tumbas en una fila y una en el norte. La que está en el norte, decorada con un diseño floral negro en la base, pertenece a Fatima Jinnah, hermana de Jinnah. De las otras tres tumbas, la que está más al norte es la de Liaquat Ali Khan, que murió siendo primer ministro de Pakistán. La tumba más al sur es la de Sardar Abdur Rab Nishtar. En la del medio está enterrado Nurul Amin, que fue Vicepresidente de Pakistán. Todas estas tumbas están hechas con mármol blanco italiano, y son de tipo caja, como el sarcófago de Jinnah, situado en una base triple. Pero los lados de estas tumbas se inclinan hacia dentro, mientras que la de Jinnah se inclina hacia fuera. Todas las tumbas son lisas, menos la de Mohtarma Fatima Jinnah, que tiene una decoración floral.